# مانجی (دوره)
مانجی (به ژاپنی: 万治 Manji) نام عصر ژاپنی (ننگو) در دوره ادو بود. این دوره بعد از می‌رکی و قبل از کانبون (دوره) بود. این دوره از ژوئیه ۱۶۵۸ تا آوریل ۱۶۶۱ ادامه داشت. در این دوره امپراتور گو-سای امپراتور ژاپن بود.